# NGC 3648
NGC 3648 ist eine Linsenförmige Galaxie vom Hubble-Typ S0 im Sternbild Großer Bär am Nordsternhimmel. Sie ist schätzungsweise 89 Millionen Lichtjahre von der Milchstraße entfernt und hat einen Durchmesser von etwa 35.000 Lichtjahren.

Gemeinsam mit NGC 3652, NGC 3658, NGC 3665, PGC 35039, PGC 35080 und PGC 35124 bildet sie die NGC 3665-Galaxiengruppe.
Das Objekt wurde am 18. März 1831 vom britischen Astronomen John Herschel entdeckt.